# 2e division d'infanterie (Nouvelle-Zélande)
Pour les articles homonymes, voir 2e division.
Vous pouvez aider à l'améliorer ou bien discuter des problèmes sur sa page de discussion.
- Certaines informations devraient être mieux reliées aux sources mentionnées dans la bibliographie ou les liens externes. Améliorez sa vérifiabilité en les associant par des références. (Marqué depuis juin 2022)

La 2e division d'infanterie néo-zélandaise fut l'unité militaire envoyée par l'armée de terre néo-zélandaise pour combattre en Afrique et en Europe durant la Seconde Guerre mondiale, à la suite de la déclaration de guerre de la Nouvelle-Zélande aux forces de l'Axe. Elle combattit sur plusieurs théâtres de 1940 à 1945.

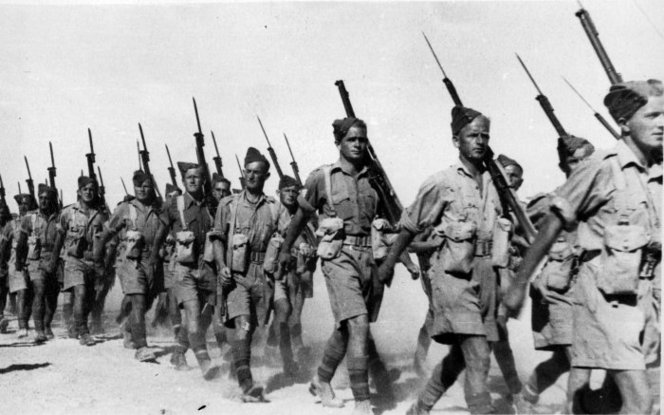
Des soldats du 2e NZEF (20e bataillon), compagnie C, défilent à Baggush, en Égypte (septembre 1941).

## La défense de la Grèce
La première mission de la division fut de repousser les forces allemandes qui envahirent la Grèce au printemps 1941 lors de l'opération Marita. Malgré la présence d'autres unités australiennes et britanniques, elle dut quitter le pays, envahi par l'Allemagne.

## Bataille de Crète
À la suite de cette retraite, la division fut envoyée en Crète où elle fut chargée de la défense de l'île. Son commandant, le général Bernard Freyberg fut chargé du commandement de l'ensemble des troupes présentes. Les Allemands eurent recours à un assaut aéroporté pour capturer l'île. Assez vite, les forces allemandes prirent le dessus et finirent par obliger les Néo-zélandais à quitter la Crète sans leur matériel. Cependant, en raison de lourdes pertes subies lors de l'opération Merkur, Hitler ne réédita plus d'assauts massifs aéroportés.

## La guerre du désert
À la suite de ces échecs, l'unité fut transférée en Afrique du Nord au sein de la 8e armée où ils durent tenir tête à l'Afrikakorps du général Rommel. La division joua un rôle important durant l'opération Crusader et en particulier lors de la seconde bataille d'El Alamein où elle perça les positions allemandes et se retrouva derrière le flanc de Rommel. Mais, les britanniques ne purent envoyer de renfort à la division qui subit de lourdes pertes face aux Panzers de Rommel à Ruweisat Bridge.
Dans ses carnets, présentés et annotés par le célèbre critique militaire anglais Lidell-Hart, tome II pages 28-29, Rommel fait état de massacres de prisonniers germano-italiens par la 2ème division néo-zélandaise. Or, il advint que le général Clifton, commandant la 6ème brigade néo-zélandaise (partie intégrante de la 2ème division) tomba entre les mains des italiens. Rommel se le fit amener à son PC et lui demanda sèchement des explications sur ces crimes de guerre. Le général Clifton qui, comme la majorité des officiers britanniques coloniaux, était un suprémaciste blanc, reporta la responsabilité de ces crimes sur les Maoris, qu'il présenta comme des sauvages incontrôlables. Rommel ne crut pas un seul instant ces accusations. Il faut préciser que les Maoris, recrutés de force par les britanniques ne constituaient qu'une petite partie de la division, une infime partie des sous-officiers et aucun officier. Il leur aurait été difficile de commettre seuls ces crimes.

## Monte Cassino
La division effectua son retour en Europe à la suite du débarquement en Italie. En pleine réorganisation à la suite des pertes qu'elle avait subies, elle ne participa guère à la campagne de Sicile. Elle rejoignit la 8e armée à la fin de l'année 1943. En février 1944, elle remplaça la 4e division indienne sur la côte Adriatique. Elle forma alors le corps néo-zélandais qui appartint à la 5e armée US. Le corps fut rejoint par la 78e division d'infanterie britannique. Les néo-zélandais participèrent alors à deux tentatives infructueuses de capturer le monastère lors de la bataille du mont Cassin, qui avait pour but de briser la résistance de la ligne Gustave.
Le corps de la Nouvelle-Zélande n'était pas un corps à proprement parler mais plutôt une division renforcée, la Nouvelle-Zélande n'ayant à l'époque pas les moyens humains d'engager plus d'hommes.

## La prise de Trieste
À la suite des durs combats de Monte Cassino, l'unité fut alors utilisée en fer de lance de l'offensive de la 8e armée qui conduisit au franchissement de multiples fleuves italiens. La division fut ensuite incorporée dans le 1e corps canadien où elle participa à l'opération Olive contre la ligne Gustave à l'automne 1944. Elle fut ensuite durant l'hiver rattachée au 5e corps britannique puis au 13e corps. Elle participa au franchissement de la rivière Senio qui marqua le début des offensives alliées d'avril 1945. La division fut alors envoyée au plus vite vers Trieste pour éviter que celle-ci ne tombât aux mains des partisans de Tito et d'empêcher donc qu'elle ne fasse partie de la Yougoslavie.
Le capitaine Charles Upham qui appartenait à la division fut le seul à recevoir deux fois la Victoria Cross durant la seconde guerre mondiale.

## Après la guerre
La division fut reconnue comme de grande qualité du fait des multiples engagements qui en firent une division très expérimentée. Le général Bernard Montgomery, qui dirigeait la 8e armée durant la guerre du désert, avait recommandé à l'état-major allié l'utilisation de cette unité pour la bataille de Normandie. Mais elle était, à l'époque, indispensable en Italie.

## Composition initiale (1940-1941)
Quartier général de la division
- Régiment de Cavalerie Divisionnaire
- QG divisionnaire de l'artillerie
  - 4e régiment d'artillerie de campagne
  - 5e régiment d’artillerie de campagne
  - 6e régiment d'artillerie de campagne
  - 7e régiment d'artillerie antichars
  - 1st Survey Troop
  - 14e régiment léger antiaérien

- QG du Génie Divisionnaire
  - 5, 6, 7 et 8e compagnies
- QG de la 4e brigade d'infanterie
  - 18e bataillon
  - 19e bataillon
  - 20e bataillon
- QG de la 5e brigade
  - 21e bataillon
  - 22e bataillon
  - 23e bataillon
- QG de la 6e brigade
  - 24e bataillon
  - 25e bataillon
  - 26e bataillon
- 27e bataillon de Mitrailleurs
- 28e bataillon Maori
- Compagnie des Essences Divisionnaire
- 4, 5 et 6e ambulances de campagne
- Service des Munitions Divisionnaire
- Section de Renseignement Divisionnaire
- Unité Postale Divisionnaire
- Divisional Employment Platoon
- 4e Section Sanitaire de Campagne
- Colonne du Train Divisionnaire
- Reserve MT Company

### 1944
- Environ 4 000 hommes de la 3e division néo-zélandaise dissoute en 1944